# 海南锥
海南锥（学名：Castanopsis hainanensis），为壳斗科锥属下的一个植物种。其种加词“hainanensis”意为“海南的”。